# Phaedyma ampliata
Phaedyma ampliata är en fjärilsart som beskrevs av Butler 1882. Phaedyma ampliata ingår i släktet Phaedyma och familjen praktfjärilar. Inga underarter finns listade i Catalogue of Life.